# Biloculinites
Biloculinites es un género de foraminífero bentónico de la familia Fabulariidae, de la superfamilia Alveolinoidea, del suborden Miliolina y del orden Miliolida. Su especie tipo es Biloculinites paleocenica. Su rango cronoestratigráfico abarca el Thanetiense (Paleoceno superior).

## Clasificación
Biloculinites incluye a la siguiente especie:
- Biloculinites paleocenica